# ヒプノマニア 洗脳催眠
『ヒプノマニア 洗脳催眠』（ヒプノマニア せんのうさいみん、原題:Perfect Little Angels）は、1998年のサスペンス映画。
アンドリュー・ネイダーマンが1991年に発表した同名小説『Perfect Little Angels』を原作としたテレビ映画である。

## キャスト
| 役名                       | 俳優                       | 日本語吹替 |
| -------------------------- | -------------------------- | ---------- |
| エレイン・フリードマン     | シェリル・ラッド           |            |
| ジャスティン・フリードマン | ジョディ・トンプソン       |            |
| カルヴィン・ローレンス博士 | マイケル・ヨーク           |            |
| ブラッド・モンゴメリー     | ジェイド・ポーラック       |            |
| ミッチ・ファーレス         | ブレンダン・フェア         |            |
| ルイス・モーガン           | タニア・ライカート         |            |
| ニッキ                     | リサ・マリー・チャルク     |            |
| ジェフ                     | デヴィッド・パートコー     |            |
| ダグ                       | ジョニー・ホークス         | 中村建彦   |
| デヴィッド                 | ドウェイン・ディッキンソン | 中村建彦   |